# Волшебные истории принцесс Диснея: Следуй за мечтой
«Волше́бные исто́рии принце́сс Дисне́я: Сле́дуй за мечто́й» (англ. Disney Princess Enchanted Tales: Follow Your Dreams) — мультфильм 2007 года, выпущенный сразу на видео, производства студии «DisneyToon Studios». Первый в запланированной серии фильмов, рассказывающих новые истории о принцессах Диснея. Был выпущен 4 сентября 2007 года компанией «Walt Disney Studios Home Entertainment».
Главными героинями мультфильма являются Аврора из мультфильма «Спящая красавица» (1959 года) и Жасмин из мультфильма «Аладдин» (1992 года).

## Сюжет

### Ключи от королевства
Короли Стефан и Хьюберт, королева Лия и принц Филлип уехали по делам на два дня, оставив принцессу Аврору управлять подданными. Феи предлагают свою помощь, но Аврора отказывается, полагая, что справится сама. Тогда Мэривеза отдаёт девушке свою палочку на всякий случай и просит быть очень аккуратной с ней. Весь день Аврора руководит работой слуг, занимается организацией банкетов и решает проблемы крестьян. Тем же вечером, прямо перед сном Аврора решает создать при помощи палочки идеальное бальное платье. На следующий день она решает, что слишком много сил уходит на работу по королевству, и решает воспользоваться волшебной палочкой, чтобы помочь фермеру. Однако неопытность Авроры в работе с магией приводит к серии забавных последствий — появлению гигантских кур, зелёных свиней и превращению фермера в утку. Поняв, что решение использовать палочку было ошибкой, Аврора понимает, что нужно сделать, чтобы самой решить все свои проблемы.

### Больше, чем просто принцесса
Принцесса Жасмин устала от своих прямых обязанностей принцессы — участия в различных мероприятиях и пышных церемониях. Пока художник рисует её портрет в качестве «Принцессы Павлинов», Жасмин теряет терпение и говорит, что хочет больше ответственности. Тогда Султан назначает свою дочь Советником по образованию, и девушка начинает работать в Королевской академии. Принцесса приходит в ужас от своих учеников — они рисуют на стенах, дерутся подушками, кидаются книгами. Она призывает на помощь своего ручного тигра Раджу, чтобы припугнуть ребятишек, однако ничего не выходит, и Жасмин уже не верит, что когда-нибудь сможет справиться с детьми. Той же ночью, служанка успокаивает девушку, говоря, что ей нужно набраться терпения и упорства. На следующий день, Хаким, слуга из королевской конюшни, обращается за помощью к принцессе — призовая лошадь Султана по кличке Сахара пропала! С помощью своих друзей — Ковра, Абу и Яго — Жасмин находит лошадь и возвращает её во дворец.

## Роли озвучивали
«Ключи от королевства» (англ. Keys To The Kingdom):
- Эйрин Торпи — Аврора
- Кори Бёртон — Король Стефан
- Барбара Дириксон — Королева Лия / Фея Флора
- Джефф Беннетт — Король Хьюберт
- Роджер Крейг Смит — Принц Филлип
- Расси Тейлор — Фея Фауна
- Тресс Макнилл — Фея Мэривеза

«Больше, чем просто принцесса» (англ. More Than A Peacock Princess):
- Линда Ларкин — Жасмин
- Джефф Беннетт — Султан
- Фрэнк Уэлкер — Раджа / Абу
- Гилберт Готтфрид — Яго
- Зак Шада — Хаким
- Тара Стронг — Шарма

## Альтернативная версия
Первоначально планировалась, что фильм будет называться «Царство доброты» (англ. A Kingdom Of Kindness) и будет рассказывать о Белль из мультфильма «Красавица и Чудовище» вместо принцессы Жасмин. Были даже выпущены официальные трейлеры на различных DVD-изданиях диснеевских фильмов, но сама история никогда не была выпущена.
Второй фильм серии должен был называться просто «Принцессы Диснея. Волшебные сказки» (англ. Disney Princess Enchanted Tales), его выход был запланирован на 2008 год. Главными героинями должны были стать Золушка и Мулан из одноимённых мультфильмов. Однако из-за низких продаж первой части, проект было решено закрыть.

## Музыкальные номера
Текст и музыку к песням написали Эми Пауэрс и Раса ДэСальво:
- «Keys To The Kingdom» в исполнении Кэссиди Ладден
- «Peacock Princess» в исполнении Леа Салонги
- «I’ve Got My Eyes On You» в исполнении Леа Салонги